# Três Corações
Três Corações (portugiesisch Drei Herzen) ist eine Stadt mit gut 70.000 Einwohnern in Minas Gerais, Brasilien. Sie wirbt mit Terra do Rei Pelé („Land von König Pelé“), der 1940 hier geboren wurde.
Der Ort liegt ähnlich dem ca. 20 km nordwestlich gelegenen Nachbarort Varginha je ca. 300 km entfernt von den drei wichtigsten Metropolen Brasiliens, São Paulo, Rio de Janeiro und Belo Horizonte.
1760 suchte der Portugiese Tomé Martins da Costa von einer hier gegründeten Farm aus am Rio Verde nach Gold. Kurz darauf wurde die Kapelle Santíssimos Corações de Jesus, Maria e José erbaut. 1886 wurde die Stadt gegründet.

## Persönlichkeiten
- Carlos Coimbra da Luz (1894–1961), Politiker
- Estêvão Cardoso de Avellar (1917–2009), Ordensgeistlicher, Bischof von Uberlândia
- Pelé (1940–2022), Fußballspieler und Weltmeister
- Geraldo Concórdia (* 1950), Fußballspieler
- Celso Luis Gomes (* 1964), Fußballspieler

## Sport
Die Stadt verfügt über ein Fußballstadion: Estádio Municipal Rei Pelé mit einer Kapazität für 3.800 Personen. Dort veranstaltet die lokale Mannschaft Atlético de Três Corações ihre Spiele. Es wurde 2023 zu Ehren von Pelé benannt und hieß früher Estádio Elias Arbex.